# 宾施泰特
宾施泰特（德語：Bienstädt）是德国图林根州的市镇，隶属于哥达县。总面积为8.16平方千米，截至2023年12月31日总人口为658人。